# Stephen R. Lawhead
Stephen R. Lawhead (Kearney (Nebraska), 2 de julho de 1950) é um escritor dos Estados Unidos que mora no Reino Unido. Ele é conhecido por seus trabalhos sobre fantasia, ficção científica e, mais recentemente, ficção histórica. Seus livros foram publicados em vinte e quatro idiomas.

## Biografia
Natural dos Estados Unidos, as suas investigações sobre as lendas e a sabedoria célticas levaram-no até Oxford, Inglaterra, onde vive hoje com a mulher e os dois filhos.
Stephen é filho de Robert Eugene Lawhead e Lois Rowena Bissell Lawhead e nasceu em Kearney, Nebraska. Em 1968 graduou-se no Kearney High School e ingressou no Universidade de Nebraska em Kearney, em Arte. No ano seguinte, escreveu uma coluna semanal de humor para o jornal da universidade. Lawhead conheceu Alice Slaikeu em 1971 e casou-se com ela no ano seguinte. Graduou-se na Universidade de Nebraska em 1973 como bacharel em artes. Em 1976, Lawhead tornou-se assistente editorial da Campus Life Magazine.
A partir de 1981, Stephen Lawhead começou a escrever romances, inicialmente sobre fantasia e ficção científica. A maioria das histórias estaa relacionada com sua crenças no Cristianismo. Mudou-se para Oxford, Inglaterra em 1986 para pesquisar sobre o Pendragon Cycle, uma reinterpretação da lenda do Rei Artur com um contexto celta combinado com elementos de Atlântida. Seguido desse trabalho, Setephen passou a interessar-se mais na história e cultura celta, especialmente no cristianismo celta. Em 1996 ele publicou Byzantium, um trabalho de pura ficção histórica.
Em seu tempo livre ele gosta de pintar e esculpir, tocar sua guitarra elétrica. Ele ganhou vários prêmios e em 2003 foi premiado com um Doutorado Honorário de Letras Humanas pela Universidade de Nebraska.

## Obras
Muitos dos seus livros fazem parte de uma colectânea que segue o mesmo tema:

### A Saga do Rei Dragão
- In the Hall of the Dragon King (1982) em Portugal: Na casa do rei dragão (Bertrand Editora, 1996) ou (Saída de Emergência, 2009)
- The Warlords of Nin (1983) em Portugal: Os Guerreiros de Nin (Bertrand Editora, 1996) ou (Saída de Emergência, 2010)
- The Sword and the Flame (1984) em Portugal: A Espada e a Chama (Bertrand Editora, 1996) ou (Saída de Emergência, 2010)

### Saga Empyrion
- Empyrion I: The Search for Fierra (1985) em Portugal: A Demanda de Fierra (Bertrand Editora, 2001)
- Empyrion II: The Siege of Dome (1986) em Portugal: O Cerco de Domo (Bertrand Editora, 2001)

### O CicloPendragon
- Taliesin (1987)
- Merlin (1988)
- Arthur (1989)
- Pendragon (1994)
- Grail (1997) em Portugal: Graal (Bertrand Editora, 2001)

### A Canção de Albion
- The Paradise War (1991)
- The Silver Hand (1992)
- The Endless Knot (1993)

### As Cruzadas Celtas
- The Iron Lance (1998) em Portugal: A Lança de Ferro (Bertrand Editora, 1999)
- The Black Rood (2000) em Portugal: O Lenho Negro (Bertrand Editora, 2000)
- The Mystic Rose (2001) em Portugal: A Rosa Mística (Bertrand Editora, 2002)

### TrilogiaKing Raven
- Hood  (2006)
- Scarlet (2007)
- Tuck (2009)

### !Hero
(com Ross Lawhead)
- City of Dreams (2003)
- World Without End (2017)

#### Hero - Graphic Novels
- City of Dreams (2003)
- Rogue Nation (2004)

### Bright Empires
- The Skin Map  (2010)
- The Bone House (2011)
- The Spirit Well (2012)
- The Shadow Lamp (2013)
- The Fatal Tree (2014)

### Eirlandia
- In the Region of the Summer Stars (2018)
- In the Land of the Everliving (2019)
- In the Kingdom of All Tomorrows (2020)

### Romances isolados
- Dream Thief (1983)
- Byzantium (1996)
- Avalon: The Return of King Arthur (1999) — relacionado com o Ciclo Pendragon
- Patrick: Son of Ireland (2003)

### Ficção infantil

#### The Brown Ears Books
- Brown Ears: The adventures of a lost-and-found rabbit (1988)
- Brown Ears at Sea: More adventures of a lost-and-found rabbit (1990)

#### Os Livros Howard
- Howard Had A Spaceship (1986)
- Howard Had A Submarine (1987)
- Howard Had A Hot Air Balloon (1988)
- Howard Had A Shrinking Machine (1988)

#### SérieThe Riverbank
- The Tale of Jeremy Vole (1990)
- The Tale of Timothy Mallard (1990)
- The Tale of Annabelle Hedgehog (1990)

### Não-ficção
- The Ultimate College Student Handbook (1989) (publicado mais tarde como The Total Guide to College Life) – com Alice Lawhead
- Rock on Trial: Pop Music and its Role in Our Lives (1989)
- Rock of This Age: The Real & Imagined Dangers of Rock Music (1987)
- Pilgrim's Guide to the New Age (1986) – com Alice Lawhead
- Judge For Yourself (1985)
- The Phoenix Factor: Surviving and Growing Through Personal Crisis (1985) (publicado mais tarde como Up From the Ashes) – com Karl A. Slaikeu
- Turn Back the Night: A Christian Response to Popular Culture (1985)
- Welcome to the Family: How to Find a Home With Other Believers (1982)
- Rock Reconsidered: A Christian Looks at Contemporary Music (1981)
- After You Graduate: A Guide to Life After High School (1978)
- Decisions! Decisions! Decisions! What to do When You Can't Make Up Your Mind (1978)